# Kanton Avesnes-le-Comte
Kanton Avesnes-le-Comte (francouzsky Canton d'Avesnes-le-Comte) je francouzský kanton v departementu Pas-de-Calais v regionu Hauts-de-France. Tvoří ho 108 obcí. Před reformou kantonů 2014 ho tvořilo 31 obcí.

## Obce kantonu
od roku 2015:
| - Adinfer - Agnez-lès-Duisans - Agnières - Ambrines - Amplier - Aubigny-en-Artois - Avesnes-le-Comte - Bailleul-aux-Cornailles - Bailleulmont - Bailleulval - Barly - Basseux - Bavincourt - Beaudricourt - Beaufort-Blavincourt - Berlencourt-le-Cauroy - Berles-au-Bois - Berles-Monchel - Berneville - Béthonsart - Bienvillers-au-Bois - Blairville - Boiry-Saint-Martin - Boiry-Sainte-Rictrude - Cambligneul - Camblain-l'Abbé - Canettemont - Capelle-Fermont - La Cauchie - Chelers - Couin - Coullemont - Couturelle - Denier - Duisans - Estrée-Wamin | - Famechon - Ficheux - Foncquevillers - Fosseux - Frévillers - Frévin-Capelle - Gaudiempré - Givenchy-le-Noble - Gommecourt - Gouves - Gouy-en-Artois - Grand-Rullecourt - Grincourt-lès-Pas - Habarcq - Halloy - Hannescamps - Haute-Avesnes - Hauteville - Hébuterne - Hendecourt-lès-Ransart - Hénu - La Herlière - Hermaville - Houvin-Houvigneul - Humbercamps - Ivergny - Izel-lès-Hameau - Lattre-Saint-Quentin - Liencourt - Lignereuil - Magnicourt-en-Comte - Magnicourt-sur-Canche - Maizières - Manin - Mingoval - Monchiet | - Monchy-au-Bois - Mondicourt - Montenescourt - Noyellette - Noyelle-Vion - Orville - Pas-en-Artois - Penin - Pommera - Pommier - Puisieux - Ransart - Rebreuve-sur-Canche - Rebreuviette - Rivière - Sailly-au-Bois - Saint-Amand - Sars-le-Bois - Sarton - Saulty - Savy-Berlette - Simencourt - Sombrin - Souastre - Le Souich - Sus-Saint-Léger - Thièvres - Tilloy-lès-Hermaville - Tincques - Villers-Brûlin - Villers-Châtel - Villers-Sir-Simon - Wanquetin - Warlincourt-lès-Pas - Warlus - Warluzel |

před rokem 2015:
- Avesnes-le-Comte
- Barly
- Bavincourt
- Beaudricourt
- Beaufort-Blavincourt
- Berlencourt-le-Cauroy
- Canettemont
- Coullemont
- Couturelle
- Denier
- Estrée-Wamin
- Givenchy-le-Noble
- Grand-Rullecourt
- Hauteville
- Houvin-Houvigneul
- Ivergny
- Lattre-Saint-Quentin
- Liencourt
- Lignereuil
- Magnicourt-sur-Canche
- Manin
- Noyellette
- Noyelle-Vion
- Rebreuve-sur-Canche
- Rebreuviette
- Sars-le-Bois
- Saulty
- Sombrin
- Le Souich
- Sus-Saint-Léger
- Warluzel